# Matej Jovan
Matej Jovan (* 15. April 1970 in Radovljica) ist ein ehemaliger slowenischer Skirennläufer.

## Biografie
Bei den Juniorenweltmeisterschaften 1989 in Aleyska gewann er – damals noch für Jugoslawien startend – die Silbermedaille in der Kombination und die Bronzemedaille im Super-G. Seine ersten Punkte im Weltcup gewann Jovan am 27. Januar 1996 mit Platz 13 im Slalom von Sestriere, was auch sein bestes Weltcupergebnis blieb. Nur ein weiteres Mal konnte er am 17. Dezember desselben Jahres mit Platz 20 im Slalom von Madonna di Campiglio punkten.  Die Saison 1995/96 schloss er damit in der Gesamtwertung auf Rang 119 und die darauf folgende Saison 1996/97 auf Rang 116 ab. Im Jahr 1995 wurde Matej Jovan slowenischer Meister in der Abfahrt und in der Kombination. Seine internationale Karriere beendete er 1997; im nächsten Jahr nahm er noch an den slowenischen Meisterschaften teil.